# Landsmannschaft Nibelungia Marburg

Wappen der Nibelungia

Die Landsmannschaft Nibelungia Marburg ist eine farbentragende und pflichtschlagende studentische Landsmannschaft im Coburger Convent.
Ihre Farben sind Blau-Gold-Schwarz, ihr Wahlspruch lautet: Vaterland, Freundschaft, Ehre. Der Name Nibelungia wurde 1920 in Anspielung auf die Nibelungentreue gewählt und soll zum Ausdruck bringen, dass in Notzeiten das Zusammenhalten in Glück und Unglück die oberste Pflicht aller Mitglieder ist.

## Geschichte
Am 15. Dezember 1879 wurde die Landsmannschaft Nibelungia von Studenten und Mitarbeitern der Philipps-Universität Marburg als Naturwissenschaftlich-medicinischer Verein (kurz: NMV) gegründet. Stand in den Anfangsjahren noch allein die Durchführung wissenschaftlicher Vorträge im Vordergrund, nahm das gesellige Beisammensein einen immer größeren Stellenwert ein und stärkte das Zusammengehörigkeitsgefühl.
Nachdem sich der NMV im Jahre 1885 dem Cartellverband akademisch naturwissenschaftlicher Vereine auf deutschen Universitäten beigetreten war, gründete er nach dessen Auflösung zusammen mit anderen Vereinen im Jahre 1895 den Kartellverband Naturwissenschaftlich-Medizinischer Vereine an Deutschen Hochschulen (später in Goslarer Cartell-Verband umbenannt), dessen erste Vorortschaft der NMV führte.
Da in der Zeit nach dem Ersten Weltkrieg immer weniger Studenten Mitglieder in wissenschaftlichen Vereinen wurden, gleichzeitig aber die farbentragenden Korporationen großen Zulauf hatten, benannte sich der NMV zunächst im Jahr 1920 in Akademische Verbindung Nibelungia um und entschloss sich schließlich 1922 das bis dahin geltende schwarze Prinzip aufzugeben und eine farbentragende und schlagende Studentenverbindung zu werden und der Deutschen Landsmannschaft beizutreten. In den folgenden Jahren stieg die Mitgliederzahl der Landsmannschaft Nibelungia wieder an, so dass sie zu einer der größten Landsmannschaften vor Ort wurde.
Mit der Machtergreifung durch die Nationalsozialisten und der damit verbundenen Gleichschaltung musste die Landsmannschaft Nibelungia im Jahre 1936 suspendieren. Allerdings konnte man im Jahr 1937 unter dem Namen NS-Kameradschaft Nibelungia das Bundesleben – wenn auch unter strengen Vorgaben der Nationalsozialisten – in abgeänderter Form fortsetzen, was unter der strengen Überwachung der Gestapo stattfand.
Nach Kriegsende wurde die Landsmannschaft Nibelungia im Jahre 1947 zunächst als Wissenschaftlicher Verein Studierender zu Marburg neu gegründet. Erst im Jahr 1950 nannte man sich wieder Landsmannschaft Nibelungia und trat 1951 dem Coburger Convent bei. 
Im Oktober 2014 geriet die Landsmannschaft Nibelungia in die mediale Betrachtung, nachdem ein 26-jähriger Pharmaziestudent und Angehöriger der Nibelungia einen 20-jährigen Soziologiestudenten nach einem Streit in der Marburger Oberstadt mit einem einzelnen Messerstich ins Herz getötet hatte. Der wegen Totschlags angeklagte Angehörige der Nibelungia wurde schließlich vom Landgericht Marburg freigesprochen, da nicht ausgeschlossen werden konnte, dass der Angeklagte aus Notwehr gehandelt hatte. Wegen unerlaubten Waffenbesitzes wurde er allerdings zu einer Geldstrafe verurteilt.
Seit 2022 wird mit der Landsmannschaft Schottland ein Freundschaftsverhältnis unterhalten. Weitere Freundschaftsverhältnisse bestehen zur Landsmannschaft Frankonia Frankfurt und zur Akad. Landsmannschaft Tyrol zu Innsbruck.

## Bekannte Mitglieder
- Hermann Asbach – Spirituosenfabrikant (Asbach Uralt)
- Rudolf Asbach – Spirituosenfabrikant (Asbach Uralt)
- Karl Theophil Fries – Chemiker
- Otto Geßner – Arzt, Pharmakologe und Hochschullehrer
- Wilhelm Grüter – Ophthalmologe
- Otto Hahn – Chemiker, Nobelpreisträger für Chemie 1944, Gründer der Max-Planck-Gesellschaft (1933 ausgetreten)
- Knuth Meyer-Soltau – Rechtsanwalt, Mitglied des Bundestages (AfD) seit 2025
- Eduard Oetker – Laborleiter bei Dr. Oetker in der Gründungszeit (Bruder des Gründers)
- Ferdinand Sauerbruch – Chirurg (noch als Fuchs wieder ausgeschieden)
- Heinrich Spoerl – Jurist und Autor (Die Feuerzangenbowle)
- Otto Ziegler – Mediziner und Hochschullehrer